# Czyszczenie schowka przeglądarki
Czyszczenie schowka przeglądarki – proces mający na celu załadowanie od nowa strony internetowej, wraz ze wszystkimi jej plikami, które mogły być już pobrane wcześniej przez przeglądarkę.

## Opis
Dla przyspieszenia ładowania stron, przeglądarki zapisują na dysku lokalnym obrazki, ikony, pliki stylów i skryptów, aby za kolejnym razem strony w danym serwisie ładowały się szybciej. Czasem jednak staje się to niepożądane, np. kiedy developer strony dokonał na niej niedawno zmian naprawiających pewne błędy, u powracającego użytkownika mogą nadal występować. Rozwiązaniem jest pełne odświeżenie strony, wraz z wyczyszczeniem schowka. Przeglądarki oferują w tym celu specjalne skróty klawiszowe.

## Skróty klawiszowe
Przykłady działających skrótów:

### Internet Explorer
- przytrzymaj Ctrl i wciśnij F5.

### Google Chrome
Na Windowsie:
- przytrzymaj Ctrl i wciśnij F5.

Na Mac OS X:
- przytrzymaj ⌘ Cmd, ⇧ Shift i wciśnij R

Na Linuksie:
- przytrzymaj Ctrl i wciśnij F5.

### Firefox
Na Windowsie i Linuksie:
- przytrzymaj Ctrl i wciśnij F5.

Na Mac OS X:
- przytrzymaj ⌘ Cmd, ⇧ Shift i wciśnij R

### Safari
- przytrzymaj ⇧ Shift i kliknij "odśwież".

### Opera
- przytrzymaj Ctrl i wciśnij F5.